# Alvimia
Alvimia es un género con tres especies de plantas de la familia de las poáceas. Es nativo de Brasil. Comprende 6 especies descritas y de estas, solo 5 aceptadas.

## Taxonomía
El género fue descrito por Calderón ex Soderstr. & Londoño y publicado en American Journal of Botany 75(6): 833. 1988. La especie tipo es: Alvimia auriculata Soderstr. & Londoño

## Especies
A continuación se brinda un listado de las especies del género Alvimia aceptadas hasta enero de 2013, ordenadas alfabéticamente. Para cada una se indica el nombre binomial seguido del autor, abreviado según las convenciones y usos. 
- Alvimia auriculata Soderstr. & Londoño
- Alvimia gracilis Soderstr. & Londoño
- Alvimia lancifolia Soderstr. & Londoño